# Paulina Cieślar
Paulina Cieślar (Cieszyn, 5 aprile 2002) è una saltatrice con gli sci polacca.

## Biografia
Originaria di Wisła e attiva dall'agosto del 2014, la Cieślar ha esordito in Coppa del Mondo il 28 dicembre 2022 a Villaco (48ª) e ai  Campionati mondiali a Planica 2023, dove si è classificata 9ª nella gara a squadre; non ha preso parte a rassegne olimpiche.